# Ліском (Айова)
Ліском (англ. Liscomb) — місто (англ. city) в США, в окрузі Маршалл штату Айова. Населення — 291 особа (2020).

## Географія
Ліском розташований за координатами 42°11′28″ пн. ш. 93°0′22″ зх. д. / 42.19111° пн. ш. 93.00611° зх. д. (42.191029, -93.006172).  За даними Бюро перепису населення США в 2010 році місто мало площу 2,55 км², уся площа — суходіл.

## Демографія
Згідно з переписом 2010 року, у місті мешкала 301 особа в 118 домогосподарствах у складі 82 родин. Густота населення становила 118 осіб/км².  Було 127 помешкань (50/км²).
Расовий склад населення:
| - 93,0 % — білих - 3,0 % — азіатів - 2,7 % — осіб інших рас |

До двох чи більше рас належало 1,3 %. Частка іспаномовних становила 2,0 % від усіх жителів.
За віковим діапазоном населення розподілялося таким чином: 26,9 % — особи молодші 18 років, 58,1 % — особи у віці 18—64 років, 15,0 % — особи у віці 65 років та старші. Медіана віку мешканця становила 37,5 року. На 100 осіб жіночої статі у місті припадало 95,5 чоловіків;  на 100 жінок у віці від 18 років та старших — 100,0 чоловіків також старших 18 років.
Середній дохід на одне домашнє господарство  становив 55 642 долари США (медіана — 54 375), а середній дохід на одну сім'ю — 59 547 доларів (медіана — 57 083). Медіана доходів становила 40 750 доларів для чоловіків та 29 107 доларів для жінок. За межею бідності перебувало 13,6 % осіб, у тому числі 17,4 % дітей у віці до 18 років та 20,0 % осіб у віці 65 років та старших.
Цивільне працевлаштоване населення становило 173 особи. Основні галузі зайнятості: освіта, охорона здоров'я та соціальна допомога — 24,9 %, виробництво — 24,3 %, будівництво — 12,7 %, роздрібна торгівля — 6,4 %.